# USS LST-663
O USS LST-663 foi um navio de guerra norte-americano da classe LST que operou durante a Segunda Guerra Mundial.